# Vaudoy-en-Brie
Vaudoy-en-Brie is een gemeente in het Franse departement Seine-et-Marne (regio Île-de-France) en telt 675 inwoners (1999). De plaats maakt deel uit van het arrondissement Provins.

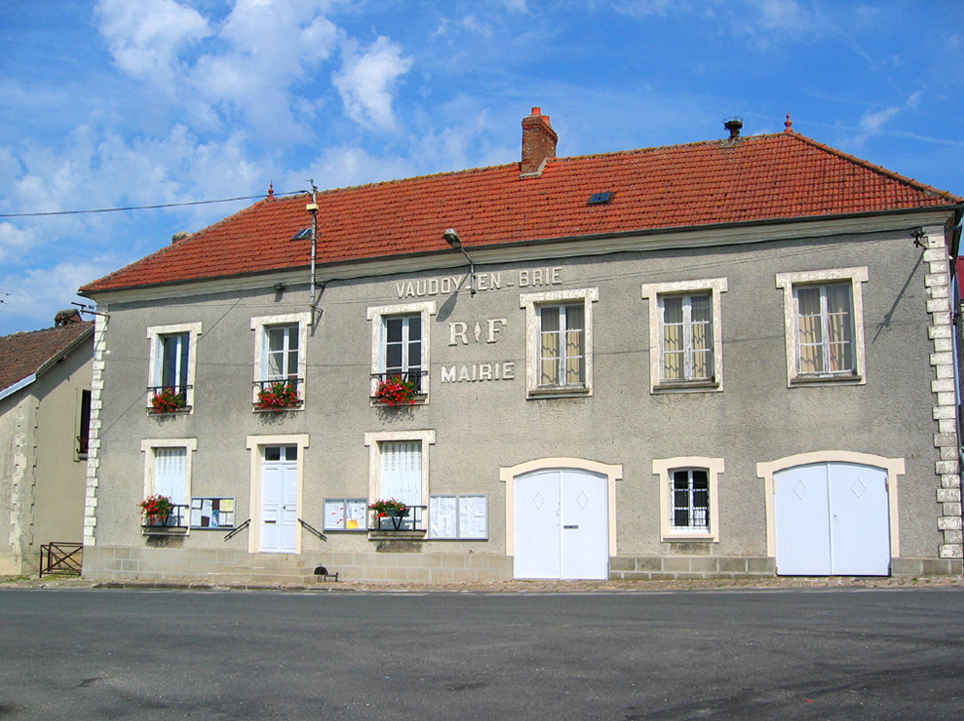
Gemeentehuis
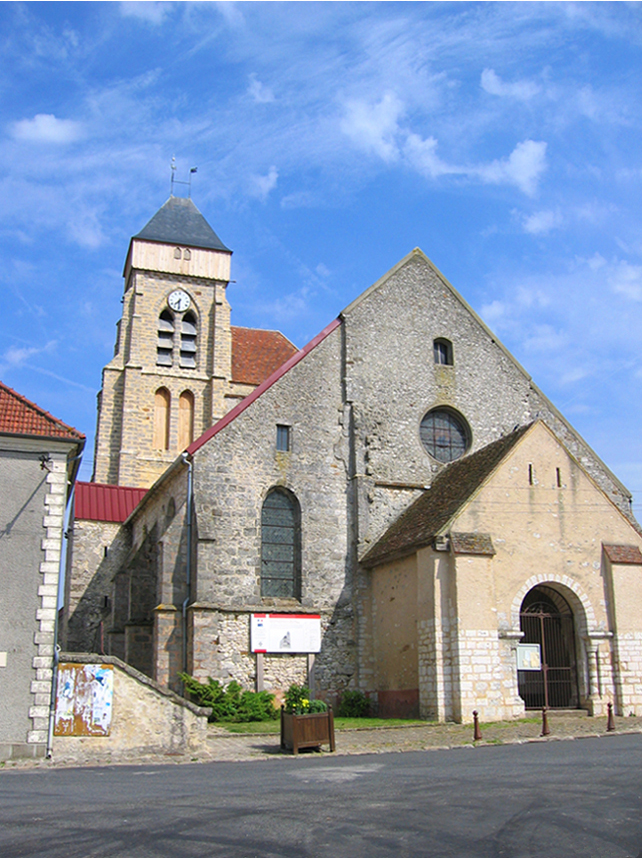
Kerk van Vaudoy-en-Brie

## Geografie
De oppervlakte van Vaudoy-en-Brie bedraagt 26,5 km², de bevolkingsdichtheid is 25,5 inwoners per km².
De onderstaande kaart toont de ligging van Vaudoy-en-Brie met de belangrijkste infrastructuur en aangrenzende gemeenten.

## Demografie
Onderstaande figuur toont het verloop van het inwonertal (bron: INSEE-tellingen).